# Duyunolepis paoyangensis
Duyunolepis paoyangensis è un pesce agnato estinto, appartenente ai galeaspidi. Visse nel Devoniano inferiore (circa 410 - 407 milioni di anni fa) e i suoi resti fossili sono stati ritrovati in Cina.

## Descrizione
Questo pesce aveva un aspetto abbastanza tipico per i galeaspidi: era presente uno scudo cefalico grande, relativamente appiattito e di forma ovale, nella cui parte anteriore si apriva una fessura ovale dalla funzione simile a quella di uno spiracolo. In Duyunolepis erano presenti più di venti fosse branchiali per lato, e lo scudo cefalico era sostanzialmente privo di corna posteriori o interne. L'esoscheletro era ornamentato da tubercoli poligonali e di dimensioni piuttosto grandi.
Tra l'abbondante materiale raccolto in Cina nel corso degli anni Settanta, vi sono molti esemplari in cui il minerale di ferro (ematite) ha conservato perfettamente delle copie di alcune parti degli organismi originali, come vasi sanguigni, cervello e nervi. Questi reperti forniscono particolari nettissimi sull'anatomia interna di questi animali: si è così potuto dimostrare che i galeaspidi erano più vicini ai cefalaspidi che agli pteraspidi. 

## Classificazione
Duyunolepis paoyangensis è noto per fossili ritrovati in Cina meridionale in terreni del Devoniano inferiore. Duyunolepis è il genere eponimo della famiglia Duyunolepididae, nell'ordine dei Polybranchiaspiformes, un gruppo di galeaspidi piuttosto specializzato. Inizialmente descritto come Duyunaspis da P'an e Wang nel 1978, il genere è stato poi ridenominato Duyunolepis nel 1982 poiché il nome Duyunaspis era stato utilizzato poco prima per descrivere un trilobite. 